# Heroon di Enea
L'Heroon di Enea è un tumulo sepolcrale datato al VII secolo a.C., del periodo orientalizzante medio, che si trova nei pressi della città antica di Lavinium, oggi Pratica di Mare, nel comune di Pomezia, Lazio centrale, quando la città di Lavinium ancora non esisteva. Per gli antichi, il tumulo si  identificava con la tomba dell'eroe troiano Enea. Così lo descrive Dionigi di Alicarnasso: «Si tratta di un piccolo tumulo, intorno al quale sono stati posti file regolari di alberi, che vale la pena di vedere». 
Il cosiddetto "Heroon di Enea" è una tomba principesca di 18 metri di diametro, che in origine era coperta, secondo l'uso etrusco,  da una collina artificiale contenuta da un basso muro di piccoli massi, oggi parzialmente conservato. Fa parte di tre gruppi distinti di monumenti (con i cosiddetti tredici altari ed un edificio arcaico) di un santuario extraurbano dedicato alla dea Venere (Aphrodision) posto presso una necropoli, a sud ovest dell’antica Lavinium. Si tratta di un tumulo funerario risalente al VII secolo a.C. che conteneva una tomba a inumazione con una cassa in lastre tufacee da attribuire a un eminente personaggio, forse un principe, sepolto con gli oggetti personali e un ricco corredo tra cui decine di vasi, oggetti in metallo, alari, spiedi in ferro e un carro. Il tumulo ricorda molto le sepolture di stile etrusco e ha avuto nel tempo modifiche che hanno portato l'area a divenire luogo di venerazione e pellegrinaggio da parte delle popolazioni latine. 
L'area archeologica che è oggetto di studi e restauro dal 1968 ha constatato che il tumulo è stato ristrutturato alla fine del IV secolo a.C. inserendo la seconda struttura, dotata di una facciata monumentale.